# Yvoy-le-Marron
Yvoy-le-Marron là một commune thuộc tỉnh Loir-et-Cher trong vùng Centre-Val de Loire miền trung nước Pháp.